# Sarotherodon linnellii
Sarotherodon linnellii (Syn.: Tilapia linnellii) ist eine Fischart aus der Familie der Buntbarsche (Cichlidae) die im kamerunischen Kratersee Barombi Mbo endemisch vorkommt.

## Merkmale
Sarotherodon linnellii kann eine Länge von 18,5 cm erreichen, der Kopf, der vor allem bei ausgewachsenen Exemplaren außergewöhnlich groß ist, nimmt 37 bis 45 % der Standardlänge ein. Die Augen sind relativ groß. Jungfische sind eiförmig und etwas hochrückig, ausgewachsene Tiere schlank. Die Fische sind grau oder grünlich gefärbt, der Rücken bräunlich und der untere Bereich des Kopfes und die Seiten schimmert silbrig oder metallisch grün. Brutpflegende Männchen sind grün, die meisten brutpflegenden Weibchen sind silbrig grau. Die Bauchflossen können gelb sein. Die  Jungfische sind silbrig gefärbt. Bis zu einer Länge von 10 cm besitzen sie einen Tilapiafleck auf dem weichstrahligen Abschnitt der Rückenflosse, der vollständig verschwunden ist, wenn die Tiere 15 cm lang sind. Die Kiefer sind mit 3 bis 6 Reihen sehr kleiner Zähne besetzt. Die Zähne der äußeren Reihe sind bei Jungfischen und Weibchen zweispitzig, bei ausgewachsenen Männchen einspitzig. Die untere Pharyngealia hat vorne und hinten einspitzige Zähne. Ihr ventraler Kiel ist länger als der bezahnte Bereich. Auf dem unteren Ast des ersten Kiemenbogens befinden sich 15 bis 20 Kiemenrechen.
- Flossenformel: Dorsale XIV–XVI/10–12, Anale III/ 8–11.
- Schuppenformel: SL 30–32.
- Wirbel: 29.

## Lebensweise
Sarotherodon linnellii lebt im Freiwasser in kleinen Gruppen von maximal zehn Tieren, während der Fortpflanzungszeit aber paarweise. Jungfische ernähren sich vor allem von Insekten, besonders von Eintagsfliegenlarven. Ausgewachsene Fische fressen vor allem Phytoplankton. Wie alle Sarotherodon-Arten ist Sarotherodon linnellii ein ovophiler Maulbrüter, bei dem das Weibchen die Eier ins Maul nimmt. Gelaicht wird in Ufernähe in Mulden, die das Männchen vorher angelegt hat.